# عبدالله الفهد
عبدالله الفهد (عربی: عبدالله الفهد؛ زادهٔ ۱۵ ژوئن ۱۹۹۴) یک ورزشکار اهل عربستان سعودی است.
از باشگاه‌هایی که در آن بازی کرده‌است می‌توان به باشگاه فوتبال الشباب عربستان سعودی و باشگاه فوتبال الفیصلی عربستان سعودی اشاره کرد.